# Wolfgang Girnus
Wolfgang Girnus (* 4. Mai 1949 in Berlin)  ist ein deutscher Wissenschaftshistoriker und Politiker (SED, dann PDS) und ehemaliges Mitglied im Abgeordnetenhaus von Berlin.

## Leben
Wolfgang Girnus absolvierte neben dem Abitur eine Ausbildung zum Facharbeiter für Maschinenbau. Er studierte an der Technischen Universität Dresden mit Abschluss als Diplomlehrer für Chemie und Mathematik 1972. Anschließend war er beschäftigt als wissenschaftlicher Mitarbeiter an der Akademie der Wissenschaften der DDR, am Institut für Theorie, Geschichte und Organisation der Wissenschaft. Dort wurde er 1982 zum Dr. phil. promoviert. 1991 räumte er eine Zusammenarbeit mit dem Ministerium für Staatssicherheit als inoffizieller Mitarbeiter ein, trat aber dennoch nicht zurück.

## Politik
Girnus trat 1968 in die SED ein und blieb auch nach der Umbenennung in PDS Mitglied. Von Mai bis Dezember 1990 gehörte er der Stadtverordnetenversammlung von Berlin an, danach von 1991 bis 2001 dem Abgeordnetenhaus von Berlin.

## Veröffentlichungen (Auswahl)
- Zwischen Reichsgründung und Jahrhundertwende 1870–1900. In: Hubert Laitko und andere (Hrsg.): Wissenschaft in Berlin. Von den Anfängen bis zum Neubeginn nach 1945. Institut für Theorie, Geschichte und Organisation der Wissenschaft an der Akademie der Wissenschaften der Deutschen Demokratischen Republik. Dietz Verlag, Berlin (Ost) 1987, S. 177–303.
- als Hrsg. mit Andreas Wessel: Lebendiges Denken: Marx als Anreger. Universitäts-Verlag, Leipzig 2020, ISBN 978-3-96023-355-8.